# Kollektivhaus

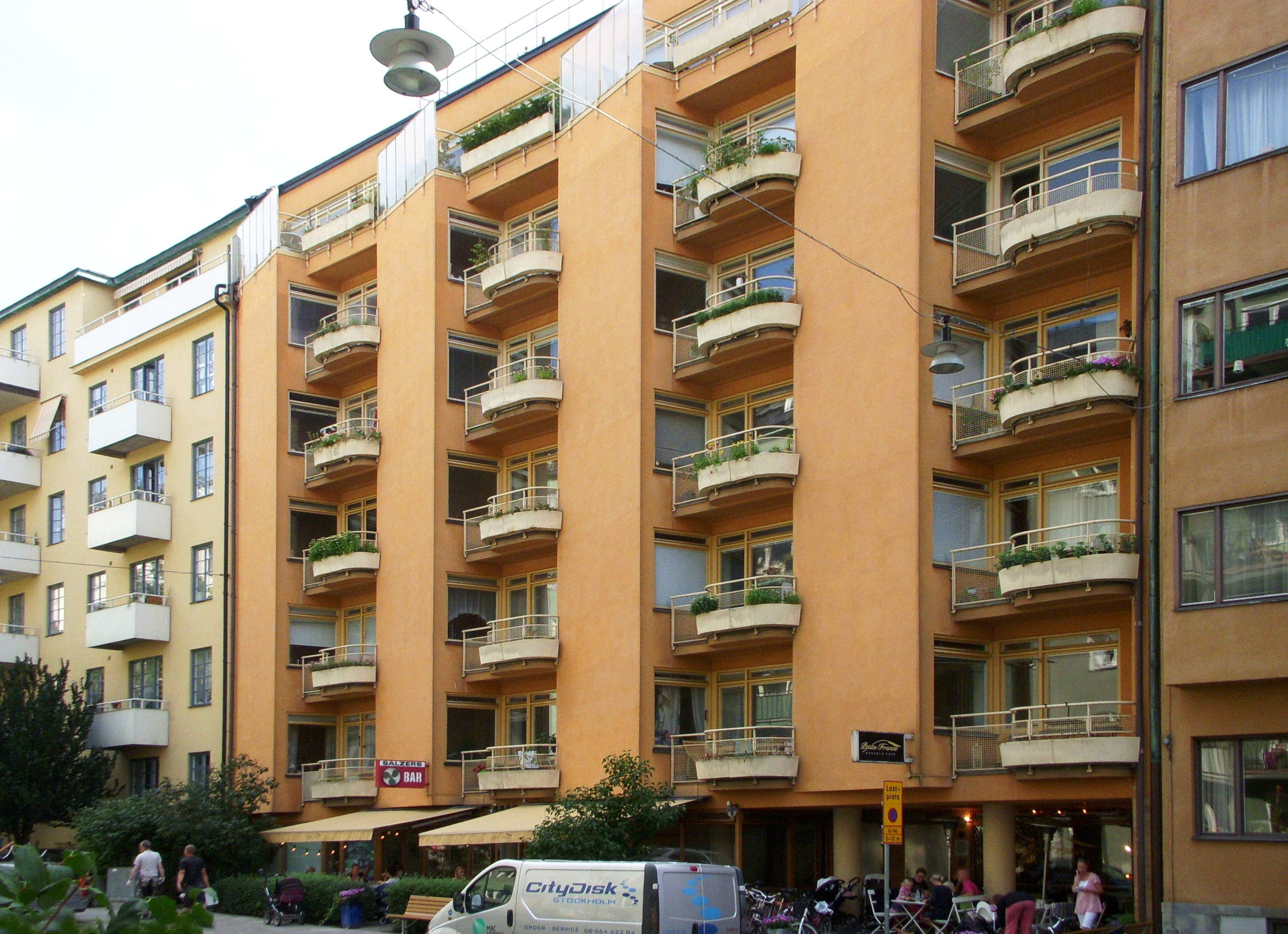
Kollektivhuset an der John Ericssonsgatan 6, 2010

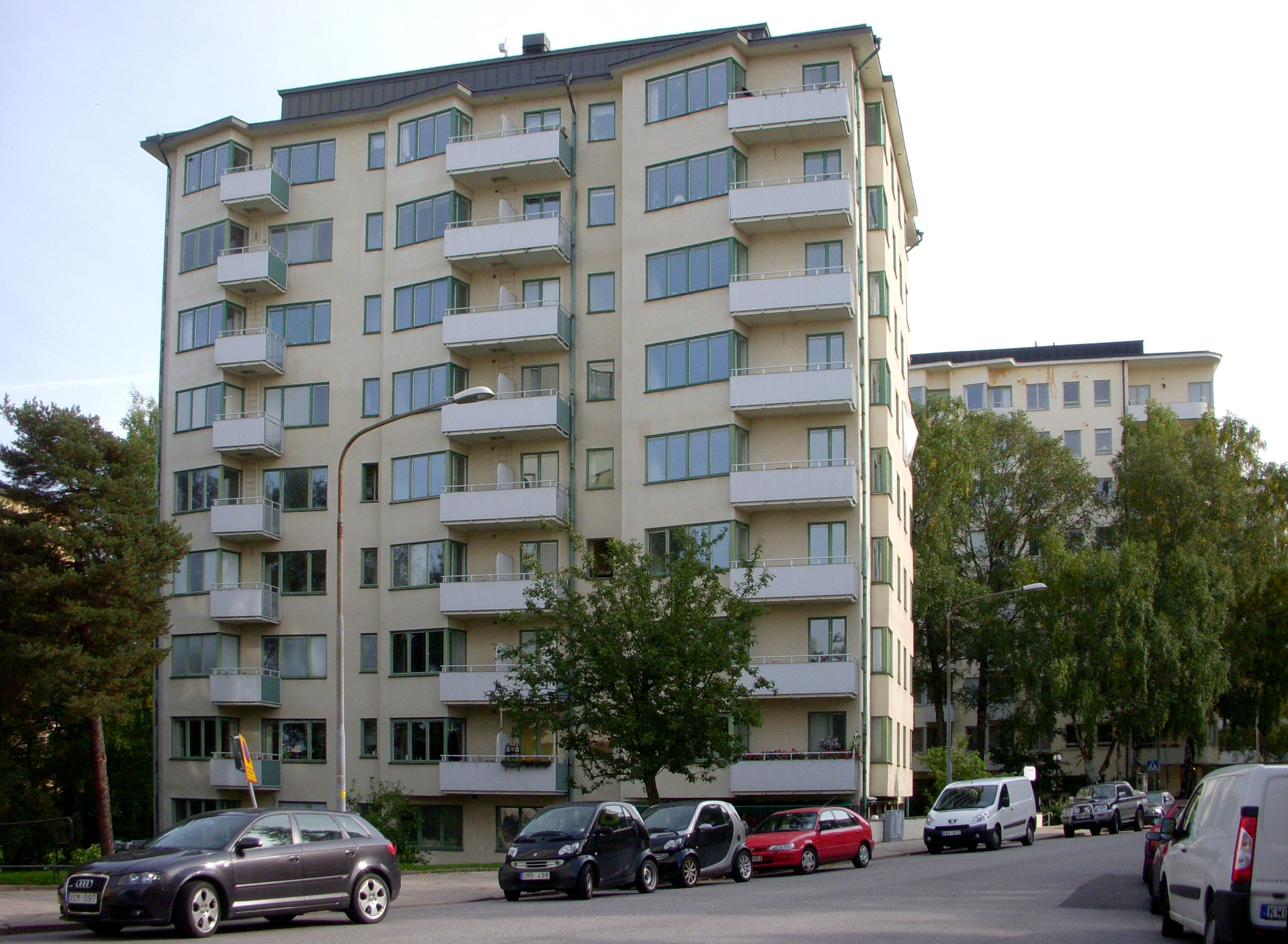
Das YK-Haus im September 2010

Das Kollektivhaus (schwedisch Kollektivhuset) war ein zwischen 1932 und 1935 in Stockholm eröffnetes Wohnprojekt nach den Plänen des Architekten Sven Markelius in Zusammenarbeit mit der Politikerin und späteren Friedensnobelpreisträgerin Alva Myrdal.
Im Kollektivhaus sollten die in den 1930er Jahren entwickelten Ideen vom „modernen“ Leben im funktionierenden Folkhemmet verwirklicht werden. Das Kollektivhaus, als Einküchenhaus konzipiert, übernahm Funktionen wie Kinderbetreuung, Waschen und Putzen. Eine Zentralküche und ein Restaurant sollten das Kochen in der eigenen Küche überflüssig machen. Der Gedanke war, dass allen erwachsenen Bewohnern eine produktive Erwerbstätigkeit ermöglicht wurde. Von den Bewohnern waren Eigenschaften wie Pflichtbewusstsein und Charakterstärke gefordert. Sven Markelius wohnte selbst von 1938 bis 1945 in dem von ihm entworfenen Kollektivhuset, John Ericssonsgatan.
Der Versuch mit Kollektivhäusern, von denen nur wenige gebaut wurden, verlief im Großen und Ganzen erfolgreich. Das YK-Haus, 1939 von den Architekten Albin Stark und Hillevi Svedberg entworfen, hat immer noch ein Restaurant im Erdgeschoss, von dem sich die Bewohner des Hauses Mahlzeiten über einen eigens dafür vorgesehenen Aufzug in die Wohnung bestellen können.
Das Kollektivhuset, John Ericssonsgatan wurde während der Jahre 1988–1992 restauriert, aber der Kollektiv-Gedanke wurde nicht mehr weitergeführt. Das Gebäude steht nunmehr unter Denkmalschutz.